# Andre Gambucci
Andre Peter Gambucci, född 12 november 1928 i Eveleth i Minnesota, död 24 september 2016, var en amerikansk före detta ishockeyspelare. Gambucci blev olympisk silvermedaljör i ishockey vid vinterspelen 1952 i Oslo.